# 沃莱圣克洛德
沃莱圣克洛德（法語：Vaux-lès-Saint-Claude，法語發音：[vo lɛ sɛ̃ klod]，意为“圣克洛德附近的沃”）是法国汝拉省的一个市镇，属于圣克洛德区。

## 地理
沃莱圣克洛德（46°21'28"N, 5°44'14"E）面积9.36 平方千米，位于法国勃艮第-弗朗什-孔泰大區汝拉省，该省份为法国东部内陆省份，北起上索恩省，西北接科多尔省，西临索恩-卢瓦尔省，南至安省，东与杜省和瑞士接壤。
与沃莱圣克洛德接壤的市镇（或旧市镇、城区）包括：热尔、拉旺西亚-埃佩尔西、罗尼亚、维里、沙萨勒-莫兰日、拉旺莱圣克洛德。

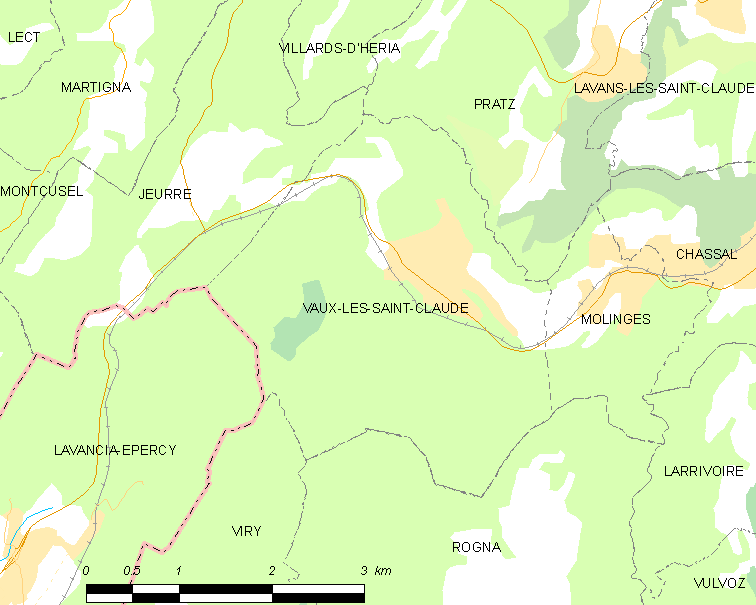
沃莱圣克洛德的OSM定位图

沃莱圣克洛德的时区为UTC+01:00、UTC+02:00（夏令时）。

## 行政
沃莱圣克洛德的邮政编码为39360，INSEE市镇编码为39547。

## 政治
沃莱圣克洛德所属的省级选区为科托迪利宗县。

## 人口

1962-2008年间沃莱圣克洛德人口变化图示

沃莱圣克洛德于2022年1月1日时的人口数量为675人。